# Horn (efternavn)
 For alternative betydninger, se Horn. (Se også artikler, som begynder med Horn)
Horn, er et efternavn i Danmark. Den 1. januar 2010 var det 667 danskere med efternavnet Horn.
Horn er også udbredt i de øvrige skandinaviske lande Sverige og Norge, samt Tyskland, Canada, Ungarn og USA.

## Kendte personer med navnet
- Frederik Horn, dansk digter og jurist.
- Gyula Horn, ungarsk ministerpræsident
- Mette Horn, dansk skuespillerinde
- Svend Horn, dansk politiker og minister
- Frederik Winkel Horn, dansk historiker og oversætter.

| Slægtsnavne | Spire Denne artikel om et slægtsnavn er en spire som bør udbygges. Du er velkommen til at hjælpe Wikipedia ved at udvide den. |